# Igreja Isa-e
A Igreja Isa-e - em Inglês Isa-e Church - é uma denominação reformada presbiteriana no Bangladesh e Índia. Foi constituída em 1999, por Abdul Mabud Chowdhury, um ex-muçulmano convertido ao Cristianismo.

## História
Em 1985, Abdul Mabud Chowdhury, um ex-muçulmano, foi convertido ao Cristianismo. Depois de morar no exterior e tornar-se pastor, Abdul voltou ao Bangladesh em 1997. 
Todavia, reunindo-se com um grupo de ex-muçulmanos, reconheceu que as denominações cristãs do país eram culturalmente desconectadas da população majoritária do país. O pastor defendeu o surgimento de uma nova denominação que adotasse a cultura bengalesa para evangelizar no país. 
Assim, em 2 de setembro de 1999, foi formada a Jamat Isa-e Bangladesh. Posteriormente, a denominação adotou o nome "Igreja Isa-e Bangladesh".
A partir do trabalho de plantação de igrejas, a denominação se espalhou por todo o país. Em 2015, tinha 6.000 membros em 127 igrejas locais.
Foi fundado, pela denominação, o Instituto Teológico Isa-e, que serve para a preparação de novos pastores e líderes. 

## Doutrina
A denominação afirma as Cinco Solas, pratica o pedobatismo e adere a Tradição Reformada.
A denominação usa o nome Issa Mashi para se referir a "Jesus, o Messias", uma vez que este é o nome árabe que aparece no Alcorão. Por isso, o nome da denominação é "Igreja Isa-e". A denominação subscreve o Credo dos Apóstolos, Credo Niceno e Credo de Atanásio e adota o sistema de governo presbiteriano.

## Relações Inter-eclesiásticas
A igreja é membro do Fraternidade Reformada Mundial e possui relações com as Igrejas Reformadas Liberadas.